# 블랙리스트
블랙리스트(영어: blacklist)는 경계를 요하는 사람 또는 그룹들의 목록이다. 이와 반대로 화이트리스트는 허용되거나 권한이 있는, 식별된 실체들을 모아놓은 목록이다.
블랙리스트는 공식적일 수도, 비공식적일 수도 있다. 고용 환경에서 수많은 직위에 지원하는 신청자들은 자격 요건에 관계 없이 일부 또는 모든 차후의 신청 프로세스 기간 동안 곧 무시될 수 있다. 이는 개인이 취한 비공식적인 선택일 수도 있고 한 오피스에 의해 취해진 공유된 공식적인 응답일 수 있는데, 이는 블랙리스트로 기술되는 문제는 아니다. 과거에는 연합 구성원들의 블랙리스트가 여러 단체들 간에 공유되어, 불완전하다는 이유가 아닌, 경영 활동에 지장이 되는 직원들의 고용을 막았다. 블랙리스트에 등재되었다는 까닭에 사람들은 수십년 간 일을 하지 못하였으며, 일부 사례의 경우 블랙리스트의 정보는 거짓으로 판명되었다.

## 같이 보기
- 화이트리스트
- 네거티브시스템
- 박근혜 정부의 문화예술계 블랙리스트 - 대한민국의 대표적인 블랙리스트 사건